# Tastenkombination
Als Tastenkombination (auch Tastaturkombination, Tastaturbefehl, Tastaturkürzel, Tastenkürzel, Tastensequenz, Hotkey und Shortcut) wird das gleichzeitige oder aufeinanderfolgende Drücken mehrerer Tasten auf Computertastaturen in einer bestimmten Zeit oder einer bestimmten Reihenfolge bezeichnet. Im Allgemeinen zählt man auch die Sondertasten (Funktionstasten und Ähnliches) alleine gedrückt zu den Tastaturbefehlen und zählt sie in Listen von Tastenkombinationen auf. Die DIN 5008 verwendet im Abschnitt Beschreibung von Tastatureingaben den Begriff „Tastenkombination“ nur für gleichzeitig gedrückte Tasten und spricht ansonsten von „Tastenfolgen“.
Mit einer Tastenkombination können bestimmte Steuerbefehle an ein Programm gesendet werden, beispielsweise „Programm starten“, „Datei öffnen“ und „Fenster schließen“. Außerdem können damit erweiterte Zeichen, wie Großbuchstaben und Sonderzeichen, eingegeben werden. Es können damit über numerische Zeichencodes auch Zeichen eingegeben werden, die auf dem Tastaturlayout nicht zu finden sind.
Bei nahezu allen modernen Programmen sind die Tastenkombinationen mehr oder weniger flexibel einstellbar. Viele Programme desselben Herstellers oder die, die für ein bestimmtes Betriebssystem geschrieben sind, unterstützen dieselben Tastenkombinationen. Das erleichtert deren Bedienung erheblich.

## Standards
Es gibt keinen betriebssystemunabhängigen, allgemeingültigen Standard für Tastenkombinationen, jedoch nennt Apple in den „Apple Human Interface Guidelines“ eine Liste von für das Betriebssystem reservierten Tastenkombinationen sowie verbindliche Vorgaben für die Funktionsweise bestimmter Tastenkombinationen in Anwendungsprogrammen. Viele dieser Tastenkombinationen wurden in anderen Betriebssystemen übernommen. Zu den bekanntesten gehören Command+X, Command+C und Command+V für die Befehle Ausschneiden, Kopieren und Einfügen. Diese wurden in Windows und andere Betriebssysteme, in Ermangelung der Befehlstaste, als Ctrl+X, Ctrl+C und Ctrl+V übernommen. Auch Apples Command+O für Öffnen, Command+P für Drucken und Command+S für Sichern wurden, wie viele andere Mac-typische Tastenkombinationen, in viele andere Betriebssystemen übernommen, wobei die Command-Taste meist durch die Steuerungstaste ersetzt wurde.
Eine vergleichbar große Bedeutung erlangte in der PC-Welt IBMs Richtlinie Common User Access.

## Schreibweise
Das gleichzeitige Drücken mehrerer Tasten wird meist durch ein dazwischen liegendes Plus- oder Minuszeichen ausgedrückt. Gibt es kein solches Zeichen, ist damit oft das aufeinanderfolgende Betätigen der Tasten gemeint. Spitze oder eckige Klammern und Anführungszeichen verdeutlichen oft den Unterschied zwischen einer Tastenbezeichnung und einer einzugebenden Zeichenkette. Die Schreibung mit Großbuchstaben entspricht dabei dem Aufdruck auf der Taste: <T>, [T]. Die Eingabe von Großbuchstaben wird explizit angegeben: <Shift>+<T>, [Shift]+[T]. Beispiele:
- Alt+F4: Alt-Taste drücken und gedrückt halten, F4-Taste drücken, F4-Taste loslassen, Alt-Taste loslassen
- Esc 5: Escape-Taste drücken und loslassen. Anschließend Zifferntaste 5 drücken und loslassen
- Esc :wq!: Escape-Taste drücken und loslassen. Anschließend die Tasten :WQ! nacheinander drücken.

### Emacs-Notation
Die Emacs-Notation hat ihren Ursprung in der Frühzeit der Computertechnik. In den 1970er Jahren wurde diese Notation in Zusammenhang mit speziellen Tastaturen für die Lisp-Programmierung und dem schon damals vorhandenen Texteditor Emacs eingeführt. Gebräuchlich ist diese Schreibweise hauptsächlich in der Unix/Linux-Welt.
- Ctrl-Kombinationen werden mit C- eingeleitet (Strg-Taste)
- Meta-Kombinationen werden mit M- eingeleitet (Alt-Taste)

Die Tastenkombination M-C-h bedeutet also: Ctrl+Alt+H. Die Reihenfolge des Betätigens der Tasten „Ctrl“ und „Alt“ ist unwesentlich, wird jedoch als M-C-h angegeben, da das Gedrückthalten der Alt-Taste auch durch Drücken und Wiederloslassen von „Esc“ simuliert werden kann. Bei der Emacs-Notation wird die Umschalt-Taste nicht extra angegeben, sondern durch Großschreibung des letzten Buchstabens ausgedrückt:
M-C-H bedeutet also: Ctrl+Alt+Shift+H.

### Caret-Notation
Bei der Caret-Notation (engl. caret bedeutet u. a. Zirkumflex) wird dem Buchstaben das Zirkumflex „^“ vorangestellt: „^C“ bedeutet Ctrl+C.

## Systemweite Tastenkombinationen verschiedener Betriebssysteme
Eine der bekanntesten Tastenkombinationen für PC-Betriebssysteme ist Ctrl+Alt+Del bzw. Strg+Alt+Entf, der sogenannte Klammergriff, da er meist mit beiden Händen ausgeführt werden muss. Diese Kombination war ursprünglich von IBM für den Reset, den Warmstart, des Rechners vorgesehen. In modernen PC-Betriebssystemen führt diese Tastenkombination eine Betriebssystemfunktion aus. Unter Windows wird je nach Version nur der Taskmanager aufgerufen oder ein Auswahlfenster mit sicherheitsrelevanten Funktionen angezeigt, unter KDE (Plasma) wird mit dieser Tastenkombination standardmäßig die Dialogbox zum Abmelden des Benutzers und zum Ausschalten oder Neustarten des Computers eingeblendet. Unter Linux kann sie beliebig konfiguriert werden. Unter macOS (ursprünglich „Mac OS X“) besitzt diese Tastenkombination keine besondere Bedeutung, da dort ein Reset durch Cmd+Ctrl+Einschalttaste oder durch eine spezielle Reset-Taste ausgelöst wird. Die Einschalttaste ohne Zusatztasten oder Strg+ ruft hingegen ein Dialogfenster zum Ausschalten, Neustarten oder Ruhezustand auslösen aus. Ein sofortiges geordnetes Herunterfahren – ohne weitere Nachfrage, außer, ob geänderte Dateien noch gespeichert werden sollen, je offener Applikation – kann durch die Tastenkombination Strg+Cmd+ ausgelöst werden. Etwas dem Aufruf des Taskmanagers unter Windows grob Vergleichbares bietet unter macOS die Tastenkombination Cmd+⌥+Esc, die das Fenster „Programme sofort beenden“ aufruft, in dem der Finder neugestartet sowie (insbesondere nicht mehr reagierende) Programme zwangsbeendet werden können.

### UNIX
Unter UNIX haben sich einige Tastenkombinationen etabliert, die auf zahlreichen Unix-artigen Betriebssystemen übernommen wurden. Diese finden sich auf Unix-Shells im kanonischen Modus wieder – und damit auch auf Unix-fremden Betriebssystemen, wenn dort eine solche Shell zur Ausführung kommt. Diese sind im Portable Operating System Interface, kurz POSIX, standardisiert.
- Strg + H = Zeichen löschen und eine Spalte zurück (ERASE)
- Strg + U = gesamte Zeile löschen (KILL)
- Strg + V = nächstes Zeichen interpretieren (LNEXT), dient als Escape-Zeichen zur Maskierung
- Strg + S = Ausgabe anhalten (STOP)
- Strg + Q = Ausgabe starten (START)
- Entf = Prozess unterbrechen SIGINT (INTR) (keine Tastenkombination)
- Strg + \ = Core Dump erzwingen SIGQUIT (QUIT)
- Strg + D = Ende der Datei (EOF)
- Strg + M = Wagenrücklauf (CR) – final, kann nicht mehr verändert bzw. zurückgenommen werden
- Strg + J = Zeilenvorschub (NL) – final, kann nicht mehr verändert bzw. zurückgenommen werden

Einige Unix-Programme haben diese Konventionen, manchmal in leicht abgeänderter Form, übernommen. So dient etwa Strg + V auch in vi und Vim als Escape-Zeichen, um die darauffolgende Eingabe uninterpretiert (englisch literally) zu übernehmen, anstatt eine damit sonst eingeleitete Funktion des Programms anzustoßen (analog einem Maskierungszeichen, beispielsweise bei der Programmierung im Quelltext).

### Tastenkombinationen bei Office-Programmen
Die Liste ist für deutschsprachige Microsoft-Office--Versionen unter Windows sowie deutschsprachige OpenOffice.org / LibreOffice-Versionen für Windows und Linux überprüft. Tastenkombinationen ermöglichen es den Benutzern, Befehle effizienter auszuführen und somit erhebliche Zeitersparnisse zu erzielen. Einige der im Folgenden genannten Tastenkombinationen (wie Strg + Pos1) können als allgemeingültig angesehen werden, andere sind spezifisch für diese Programmpakete. So folgen die meisten anderen Textverarbeitungsprogramme und -editoren auch in der deutschen Lokalisierung der englischsprachigen Nomenklatur, insbesondere bei den gängigen Schriftauszeichnungen:
- Strg + B = fett (zu Englisch bold)
- Strg + I = kursiv (zu Englisch italic)
- Strg + U = unterstrichen (zu Englisch underline)

Hinzu kommen weitere Inkonsistenzen zwischen den einzelnen Betriebssystemen, so wird beispielsweise auf einem Mac auch bei der deutschsprachigen Microsoft-Office-Ausgabe der Fettdruck mit Cmd + B erzeugt. Zudem können bei OpenOffice.org / LibreOffice Tastenkombination durch den Benutzer nach Belieben geändert werden.
- Strg + C = kopieren
- Strg + V = einfügen
- Strg + A = alles markieren
- Strg + P = drucken
- Strg + X = ausschneiden
- Strg + Z = rückgängig
- Strg + Y = wiederherstellen
- Strg + ⇧ + F = fett
- Strg + ⇧ + U = unterstreichen
- Strg + ⇧ + K = kursiv
- Strg + 8 = Schriftgrad verkleinern (nur Microsoft Office)
- Strg + 9 = Schriftgrad vergrößern (nur Microsoft Office)
- Strg + Pos1 = zum Anfang des Dokuments wechseln
- Strg + Ende = zum Ende des Dokuments wechseln
- Strg + F = Suche im Dokument
- Strg + S = speichern
- Strg + ⇧ + S = F12 = speichern unter
- Alt + ⇧ + 0 = neue Formel
- Strg + + = hochgestellt
- Strg + # = tiefgestellt
- Strg + * = alle anzeigen

### Tastenkombinationen für Windows
- Strg + Alt + Entf = Taskmanager aufrufen (bis XP, nicht im Domänenbetrieb), Anmeldebildschirm aufrufen (generell seit Vista, davor im Domänenbetrieb)
- Alt + Tab = Windows-Anwendung wechseln
- Alt + ⇧ + Tab = Windows-Anwendung wechseln (rückwärts)
- Alt + F4 = Fenster schließen
- Strg + D = Windows Explorer Datei löschen
- Strg + Tab = Fenster innerhalb der Anwendung wechseln (anwendungsspezifisch)
- Strg + ⇧ + Tab = Fenster innerhalb der Anwendung wechseln (rückwärts, anwendungsspezifisch)
- Strg + F4 = Fenster innerhalb der Anwendung schließen (anwendungsspezifisch)
- Strg + Alt + Pfeil = Bildschirm drehen
- Strg + Esc = Startmenü aufrufen (allerdings nicht zu anderen Befehlen kombinierbar wie die Windows-Taste)
- Strg + ⇧ + Esc = Taskmanager aufrufen
- + ⇧ + S = Screenshot eines Bildschirm-Teilbereiches erstellen (ähnlich zum „Snipping Tool“; ab Windows 10)
- + Tab = Windows-Anwendung wechseln mit 3D-Effekt (Multitasking) (3D nur bis Windows 7)
- + M = alle auf der Taskleiste vorhandenen Fenster minimieren
- + D = Windows-Desktop, alle Fenster minimieren bzw. diesen Vorgang rückgängig machen
- + R = ausführen
- + L = Computer sperren
- + E = Windows-Explorer öffnen
- + F = Windows-Suche öffnen (öffnet ab Windows 10 den Feedback-Hub)
- + P = Präsentationsmodus (Wahl der zu beschickenden Bildschirme (Monitorn) bzw. Art der Inhaltsaufteilung: Duplizieren oder Erweitern)
- + I = Windows-Einstellungen öffnen
- + V = Zwischenablage öffnen (falls Zwischenablageverlauf aktiviert ist)
- + H = Diktierfunktion (falls aktiviert)
- + A = Infocenter (Benachrichtigungen) anzeigen
- + Pause = Systemeigenschaften öffnen (Eigenschaften von Arbeitsplatz (bis XP) bzw. Computer (ab Vista))
- Druck = Bildschirmfoto des ganzen Bildschirms in die Zwischenablage kopieren
- Alt + Druck = Bildschirmfoto des aktiven Fensters erstellen und in die Zwischenablage kopieren
- + , = Windows-Desktop-Vorschau
- + . = Windows-Emoji-Bereich öffnen
- + + = Bildschirm-Lupe (Halten oder Mehrfachdrücken von + bzw. - passt die Zoomstufe an (100 bis 1.600 %), Verlassen mit  + Esc)

### Tastenkombinationen für macOS
- ⌘ + Leertaste = Spotlight
- ⌘ + , = Programmeinstellungen
- ⌘ + C = kopieren
- ⌘ + X = ausschneiden
- ⌘ + V = einfügen
- ⌘ + A = alles markieren
- ⌘ + Z = zurück
- ⌘ + S = speichern

## Hilfstasten für Tastenkombinationen
Die Betätigung von Hilfstasten (englisch modifier keys) hat keine eigene Wirkung, sondern verändert (to modify) die Interpretation von anderen Tasten. (Allerdings reicht ihre alleinige Betätigung meistens auch schon zum „Aufwecken“ eines Computers aus einem Bereitschaftsbetrieb bzw. Ruhezustand.) Üblicherweise wird eine Hilfstaste oder Hilftastenkombinationen mit einer regulären Taste kombiniert gedrückt, um die Wirkung des Drucks der regulären Taste für die Dauer der Kombinationseingabe zu modifizieren. Damit verhalten sich Hilfstasten in erster Konsequenz wie Tottasten, die jedoch gehalten werden müssen. So manche Software nutzt allerdings das Drücken und Loslassen einer Hilfetaste – ohne eine weiter Taste zu verwenden, also ohne Tastenkombination – ebenfalls, um eine distinguierte Aktion auszulösen: Neben der Windowstaste, die dabei das Startmenü öffnet, gibt es z. B. auch Software, die etwa mit der Alt-Taste die Markierungen für Hotkeys in einem Menü zeigt, bis eine weitere Taste gedrückt wird.
In Computerspielen haben die Hilfstasten meist eigene Funktionen, wobei jedoch ein Mischbetrieb möglich ist.
| Name                          | Name                         | Beschriftung                   | Beschriftung                   | Bemerkungen |
| deutsch                       | englisch                     | deutsch                        | englisch 1                     | |
| ----------------------------- | ---------------------------- | ------------------------------ | ------------------------------ | --- |
| Umschalttaste Hochstelltaste  | Shift key                    | ⇧                              | ⇧ Shift 1 ⇧ shift 2            | - schaltet zwischen den beiden Tastatur-Ebenen um, die schon auf mechanischen Schreibmaschinen verfügbar waren: Umschaltung auf Großbuchstaben und Sonderzeichen aus dem genormten Standard-Satz für Schreibmaschinentastaturen - wenn die Feststelltaste gesetzt ist, wirkt die Umschalttaste umgekehrt: Umschaltung auf Kleinbuchstaben (oder ggf. Ziffer etc.) - deaktiviert temporär den aktivierten Ziffernblock (zumindest unter Windows) |
| Feststelltaste Umschaltsperre | Shift Lock key Caps Lock key | PC-Tastatur: ⇩ Mac-Tastatur: ⇪ | PC-Tastatur: ⇩ Mac-Tastatur: ⇪ | - keine Hilfstaste im eigentlichen Sinne, weil sie nicht für Kombinationseingaben genutzt wird - Die Wirkung der Feststelltaste ist von den Tastatureinstellungen des Betriebssystems abhängig: Als Caps Lock werden alle Buchstaben auf Großschreibung geschaltet, sämtliche anderen Tasten inklusive der Zifferntasten bleiben in Normalstellung. Als Shift Lock wird schreibmaschinenartig die gesamte Tastatur auf Shift-Ebene umgeschaltet, inklusive Ziffern und Sonderzeichen (sowie Hilfstasteneingaben). Gleichzeitig wird die Wirkung der Umschalttaste invertiert. - Gelöst wird die Feststellung je nach Voreinstellung durch Systemverwalter oder Benutzer entweder durch erneute Betätigung der Feststelltaste oder durch alleiniges Drücken der Umschalttaste. |
| Steuerungstaste               | Control key                  | Strg                           | Ctrl 1 ctrl 2                  | - für Befehle, z. B. Kopieren, Einfügen, Speichern - am Mac: öffnet das Kontextmenü (rechte Maustaste), vergrößert/verkleinert die Bildschirmdarstellung (zusammen mit dem Mausrad), dient als Steuerungstaste bei Windows-Anwendungen (in Virtualisierungssoftware) |
| Befehlstaste („Apfeltaste“)   | Command key                  | ⌘ cmd 2                        | ⌘ cmd 2                        | - nur Apple (Macintosh „Mac“, Apple II) - auf einigen Apple-Tastaturen teils auch als „offenen Apfeltaste“ () - das ⌘-Symbol der Taste ist das Schleifenquadrat - zur Eingabe von Befehlen (entspricht der Steuerungstaste auf einer PC-Tastatur, bspw. Kopieren und Einfügen) |
| Alt-Taste                     | Alt key                      | Alt                            | Alt                            | - „Alternativtaste“ - nur PC-Tastatur (entspricht der Meta-Taste von historischen Tastaturen) - zum Aufruf der Pull-Down-Menüs und Anzeige der Tastenkürzel in Menüs, wenn alleine gedrückt - mit der Tabulatortaste ↹ zum Umschalten zwischen Fenstern - wird oft mit den Funktionstasten kombiniert - hat denselben Scancode wie the Wahltaste ⌥ auf Apple-Tastaturen |
| Alt Gr                        | Alternate Graphic            | Alt Gr                         | Alt Gr                         | - nur PC-Tastatur - zur Eingabe von Sonderzeichen - kann auf manchen Systemen, wenn die Taste auf der Tastatur fehlt, durch die Tastenkombination Strg+Alt+… simuliert werden |
| Wahltaste                     | Option key                   | ⌥ opt 2                        | ⌥ opt 2                        | - nur Apple: ab Macintosh („Mac“) und Apple IIgs - ersetzte die vormals beim Apple IIe eingeführte „geschlossene Apfeltaste“ - hauptsächlich zur Eingabe von Sonderzeichen - hat denselben Scancode wie die Alt-Taste Alt auf PC-Tastaturen |
| Windowstaste                  | Windows key                  |                                |                                | - hat anders als andere Modifikationstasten auch einzeln gedrückt eine Funktion (Öffnen des Startmenüs) - wird auf Unix-Systemen als Super- oder Metataste bezeichnet |